# ウァレンティヌス

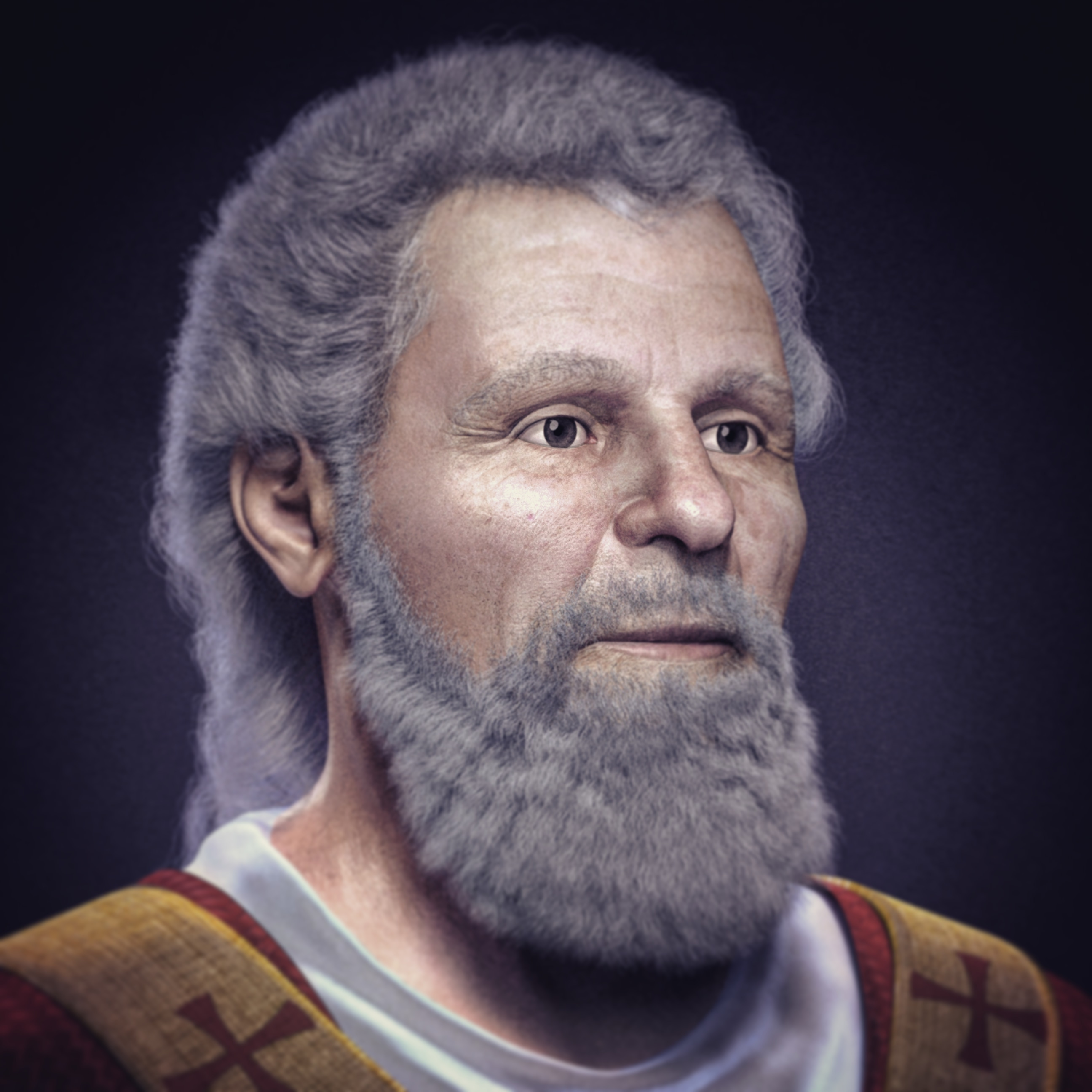
ウァレンティヌス

ウァレンティヌス（羅: Valentinus, ? - 269年頃）、あるいはヴァレンタイン（英: Valentine）は、3世紀頃のキリスト教の聖職者。正教会・カトリック教会・聖公会・一部ルーテル教会で聖人とされている。
記念日は2月14日。
西ヨーロッパ、西方教会においてはこの聖人への崇敬が基になってバレンタインデーの習慣が定着したが、東方教会には恋人とウァレンティヌスを結びつける習慣は生まれなかった。記念日・記憶日なども教派により異なっている。

## カトリック教会における聖人像
カトリック教会においては、「聖バレンチノ（ヴァレンタイン）司祭殉教者」と表記される。バレンチノはイタリア・ローマの司祭である。当時はローマ皇帝クラウディウス2世のキリスト教迫害下であったが、人々を助け導き、熱心に宣教活動を行っていた。キリスト教の信仰を捨てなかったために絞首刑に処せられたとされる。バレンチノに関する伝説は複数あり、ローマ殉教録によると、この日に同名の司教が殉教している。複数の伝説や奇跡などが重なり、細部が異なって伝えられているとされる。
カトリック百科事典によれば次の3人の像が重なっていると見られている。
1. ローマの司祭
2. インテラムナ（現イタリアのテルニ）の司教（主教）
3. ローマ帝国領アフリカの殉教者（致命者）

3については分かっていないが、1と2の2人はいずれも3世紀後半に殉教したと見られている。一説によれば、269年2月14日キリスト教の信仰を捨てなかったために絞首刑に処せられたという。彼についてのエピソードには、次のようなものが伝えられている。
- 皇帝クラウディウス2世は戦士の士気の低下をおそれて兵士たちの結婚を禁止した。ウァレンティヌスはこの禁令に背いて恋人たちの結婚式を執り行ったために捕らえられ、処刑された。
- ウァレンティヌスは、結婚したばかりのカップルに自分の庭から摘んできたばかりの花を贈った。
- 監獄に居たとき、看守の召使の娘は目が見えなかったが、監獄のウァレンティヌスを訪れては説教を聞いていた。あるとき娘の目が見えるようになった。この奇跡を信じた彼女の家族がキリスト教に転向したため、皇帝は怒って彼を処刑した。処刑の前日に彼がこの娘に宛てた手紙には「あなたのウァレンティヌスより」と署名されていた[2][3]。

### バレンタインデー
ウァレンティヌスは、恋人たちの守護聖人として崇敬されてきた。また彼の殉教の日、2月14日は彼の名をとって、バレンタインデーとされている。ウァレンティヌスの日が祝われたのは496年からとも言われているが、これらのエピソードが語られ始めたのは中世のことである。起源はよく分かっていないが、14世紀から15世紀のフランス語、英語で書かれた詩や文学に聖ヴァレンタインの日と恋人たちが関係付けられて登場する。

### 西方教会における遺骸
聖ウァレンティヌスの遺骸を納めていると主張している教会は、少なくとも7つある。
1. アイルランドのダブリンにあるホワイトフライヤー通りカルメル会教会
2. フランスのガール県ロックモールにある教会
3. オーストリアのウィーンにあるシュテファン寺院
4. スコットランドのグラスゴーにあるBlessed St. John Duns Scotus教会
5. ドイツのバイエルン州ギュンツブルク郡 (Landkreis) クルムバッハにある聖ミヒャエル聖堂教会
6. マルタのバルザンにある教会
7. ポーランドのクヤヴィ＝ポモージェ県 (Województwo kujawsko-pomorskie) ヘウムノ (Chełmno) にある「聖母マリアの被昇天教会」[5][6]

## 正教会における聖ワレンティン（ウァレンティヌス）
正教会では、3世紀に致命（殉教）した2名の聖職者であった聖ワレンティン（ウァレンティヌス）が記憶されているが、記憶日は2月14日ではなく、7月ないし8月である。
- 司祭致命者聖ワレンティン - 記憶日は7月6日（ユリウス暦を使う正教会ではグレゴリオ暦の7月19日に相当）[8]
- 神品致命者主教ワレンティン - 記憶日は7月30日（ユリウス暦を使う正教会では8月12日に相当）[9]

また、3世紀に致命した聖ワレンティンはもう1名いるが、彼は聖職者ではなく、現代のブルガリアにおける兵士であった。記憶日は4月24日（ユリウス暦を使う正教会では5月7日に相当）。
いずれの聖ワレンティンについても、西欧に起源を持つ、恋人と関連付ける習慣は、正教会では特に行われない。